# 김대현 (1962년)
김대현(金大鉉, 1962년 6월 16일 ~ 1988년 8월 27일)은 전 KBO 리그 선수이다. 전 해태 타이거즈 투수였다.

## 생애
전주고등학교와 원광대학교를 나온 그는 1986년 김정수, 차동철 등과 함께 해태 타이거즈의 1차지명을 받아 프로에 데뷔한다.
프로 첫해에는 0승 2패, 방어율 4.46(53 2/3이닝)의 부진한 성적에 그쳤으나, 2년 차인 1987년부터 기회를 얻어 9승 5패 3세이브, 방어율 2.78(142 1/3이닝)의 좋은 성적을 거둔 뒤 OB 베어스와의 플레이오프 4차전에서 10이닝 완투승을 기록하면서 팀의 세 번째 한국시리즈 우승의 디딤돌이 된다.
이듬해인 1988년에도 8월 27일까지 7승 6패 2세이브, 방어율 4.54(136 2/3이닝)의 준수한 성적을 기록했으나 경부고속도로 천안삼거리 휴게소에서 발생한 차량 충돌사고로 인해 젊은 생을 마감하고 만다. 김대현과 이순철이 전기리그가 끝이나고 휴가를 얻어 새벽 일찍 경부고속도로 천안 삼거리 휴게소에서 주차중인 덤프트럭과 충돌, 세상을 떠났다.(일부에서는 김대현이 졸음운전이라고 했고 안전벨트 미착용이라고 함) 당시 차에는 선배 이순철이 동승하고 있었으나 다행히 안전벨트를 하고 있어서 중상을 면했다. 그러나 이순철이 의자를 뒤로 기대어 다치지 않고 찰과상만 입었다는 의견도 있다.
한편, 본인의 갑작스런 사망 탓인지 1988년 시즌 도중 태평양이 해태에 좌완 김정수를 이적료 5000만원 받고 트레이드로 데려올 계획이었으나 좌절됐다.

## 같이 보기
- 이순철